# Новые Салы
Но́вые Са́лы (укр. Нові Сали) — село на Украине, основано в 1645 году, находится в Черняховском районе Житомирской области.
Код КОАТУУ — 1825687002. Население по переписи 2001 года составляет 106 человек. Почтовый индекс — 12312. Телефонный код — 4134. Занимает площадь 0,468 км².

## Известные уроженцы
- Халиди, Фатих Хамматович (1850—1923) — татарский писатель, драматург, переводчик, просветитель, один из зачинателей татарской драматургии.

## Адрес местного совета
12310, Житомирская область, Черняховский р-н, с.Салы, пл.Центральная, 3